# 내서 분기점
내서 분기점(內西分岐點, Naeseo Junction, 내서JC)은 경상남도 창원시 마산회원구 내서읍 호계리와 중리에 걸쳐 설치된 중부내륙고속도로와 남해고속도로제1지선이 만나는 분기점으로, 중부내륙고속도로의 기점이다.

## 연혁
- 1977년 12월 16일 :  구마고속도로 내서 ~ 팔달교 구간 개통과 함께 영업 개시[1]
- 2003년 10월 29일 : 2004년까지 분기점에 진출입 시설을 개설하기 위해 창원시 도시계획시설 교통광장으로 내서 나들목을 고시[2]
- 2004년 8월 28일 : 내서읍 방면 진출입로 추가 개통

## 구조물 정보
1977년에 트럼펫 형태의 분기점으로 개설되었으나, 2001년 마산외곽고속도로와 칠원 분기점의 완공으로 칠원 분기점과 불필요한 중복이 되는 중부내륙고속도로 종점 방면에서 남해고속도로제1지선 산인 방면으로의 램프와 남해고속도로제1지선 창원 방면에서 중부내륙고속도로 진입 램프를 각각 폐쇄하였다. 이로 인해 그 동안 민원이 제기되어 왔던 내서읍 내로 통하는 나들목을 2002년부터 추진하여 2004년 8월 28일에 완공하였다. 남해제1지선과 중부내륙선 양쪽에서 내서읍 방면 나들목으로 진입할 수 있으며, 나들목 건설 자금 회수를 위해 창원방면 진출입 요금소에서 통행료 900원 (소형차 기준)을 개별적으로 추가 징수하고 있다. 여기서 요금을 내는 차량들은 남해고속도로제1지선 함안방향에서 진출한 차량과 창원방향으로 진입하는 차량이고, 따라서 내서분기점 요금소 옆에 있는 내서고속버스터미널에서 중간 승하차하는 고속버스들은 내서 ~ 서마산 구간을 남해고속도로제1지선으로 오고갈 때 한 번 더 요금을 내게 된다. 칠원TG에서 요금을 낸 후 내서JC에서 남해고속도로제1지선 외 일반도로로 나가는 차량들은 내서JC에서 요금을 내지 않는다.
- 위치: 경상남도 창원시 마산회원구 내서읍 호계리, 중리
- 영업소: 경상남도 창원시 마산회원구 내서읍 유통단지로 35-17

## 접속하는 노선・도로

### 양평방면
- 중부내륙고속도로 (1번)[5]

### 함안・창원방면
- 남해고속도로제1지선 (2번)[6]

### 내서방면
- 유통단지로
- 함마대로 (국가지원지방도 제30호선, 국가지원지방도 제67호선, 지방도 제1004호선)
- 간접 연결 : 국도 제5호선 (경남대로, 중리교 서단 이용)

## 교통량 정보
이 교통량은 내서 요금소 기준이며, 남해고속도로제1지선 진출입 차량의 수를 집계한 것이다.
| 요금소        | 통행량 (대/일) | 통행량 (대/일) | 통행량 (대/일) | 통행량 (대/일) | 통행량 (대/일) | 통행량 (대/일) | 통행량 (대/일) | 통행량 (대/일) | 통행량 (대/일) | 통행량 (대/일) | 각주  |
| 요금소        | 2001년         | 2002년         | 2003년         | 2004년         | 2005년         | 2006년         | 2007년         | 2008년         | 2009년         | 2010년         | 각주  |
| ------------- | -------------- | -------------- | -------------- | -------------- | -------------- | -------------- | -------------- | -------------- | -------------- | -------------- | ----- |
| 내서 (개방식) | 미개통         | 미개통         | 미개통         | 미개통         | 6,429          | 8,463          | 10,054         | 10,406         | 10,727         | 11,478         | [ 7 ] |
| 요금소        | 2011년         | 2012년         | 2013년         | 2014년         | 2015년         | 2016년         | 2017년         | 2018년         | 2019년         |                | [ 7 ] |
| 내서 (개방식) | 10,578         | 9,412          | 9,362          | 8,681          | 9,012          | 8,812          | 8,485          | 8,724          | 8,927          |                | [ 7 ] |